# Eugene M. Shoemaker
Pour les articles homonymes, voir Shoemaker.
Eugene Merle Shoemaker, né le 28 avril 1928 à Los Angeles (États-Unis) et mort le 18 juillet 1997 à Alice Springs (Australie), surnommé Gene Shoemaker, est l'un des fondateurs de la planétologie, célèbre aussi pour la codécouverte de la comète Shoemaker-Levy 9 avec son épouse Carolyn S. Shoemaker et David Levy.

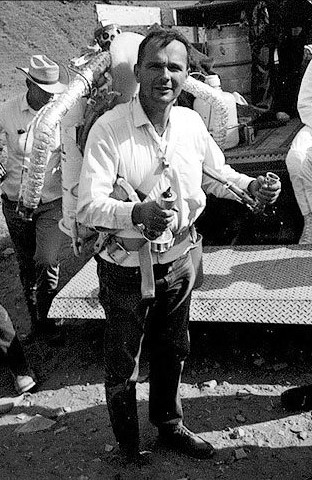
Shoemaker portant un réacteur dorsal (le Bell rocket belt) alors qu'il entraînait des astronautes.

## Contributions scientifiques
Dans son doctorat à Princeton, Eugene Shoemaker montra de façon incontestable que Meteor Crater, situé près de Winslow dans l'Arizona, provenait de l'impact d'une météorite. Eugene Shoemaker a fait plus que toute autre personne pour promouvoir l'idée que des changements géologiques brutaux peuvent résulter d'impacts d'astéroïdes et que ces derniers sont fréquents à l'échelle des périodes de temps géologiques. Auparavant, on pensait que les astroblèmes étaient des restes de volcans éteints - y compris sur la Lune.
Shoemaker acquit cette conviction après avoir inspecté les cratères formés par des essais souterrains de bombe atomique au site d'essais du Nevada près de Yucca Flat. Il trouva un anneau de matériau éjecté qui comportait du quartz choqué et de la coésite, des formes de quartz créées par les pressions extrêmes. C'est ainsi qu'en 1960 il démontre que l'astroblème de Ries, dans le Jura souabe, est le vestige d'un impact météoritique.
Shoemaker contribua à la création du domaine de l'astrogéologie en créant le Astrogeology Research Program de l'Institut d'études géologiques des États-Unis en 1961, dont il fut le premier directeur. Il fut fortement impliqué dans les missions du programme Ranger vers la Lune, qui montrèrent que la Lune était couverte de cratères d'impact de tailles très variées. Shoemaker participa également à l'entraînement des astronautes américains. Il aurait dû être le premier scientifique à marcher sur la Lune[réf. nécessaire] mais il ne put être sélectionné à cause d'une anomalie de ses glandes surrénales.
En arrivant au Caltech en 1969, il entama une recherche systématique des astéroïdes géocroiseurs, qui conduisit à la découverte de plusieurs familles de tels astéroïdes, dont les astéroïdes Apollon.
Shoemaker reçut la National Medal of Science en 1992. En 1993, il codécouvrit la comète Shoemaker-Levy 9. Cette comète était exceptionnelle car elle fournit aux scientifiques la première occasion d'observer l'impact d'une comète sur une planète. Shoemaker-Levy 9 percuta Jupiter en 1994.
Shoemaker mourut dans un accident de voiture à Alice Springs en Australie, en juillet 1997. Une partie de ses cendres fut apportée sur la Lune par la sonde spatiale Lunar Prospector qui s'écrasa volontairement le 31 juillet 1999. Ce sont les deuxièmes obsèques spatiales de l'Histoire. Il est à ce jour la seule personne dont les cendres aient été dispersées sur la Lune.

## Récompenses et distinctions
Shoemaker's Patio est une zone rocheuse de Mars baptisée informellement en l'honneur du Dr Shoemaker par l'équipe de Mars Exploration Rover Mission et analysée par le rover martien Opportunity.
Les autres distinctions sont :
- L'astéroïde (2074) Shoemaker, nommé en son honneur
- La sonde spatiale NEAR Shoemaker, lancée en 1996 et qui a étudié l'astéroïde 433 Éros
- Le cratère lunaire Shoemaker
- Le cratère Shoemaker en Australie-Occidentale
- Médaille pour réussite scientifique de la NASA, 1967
- Membre de l'Académie nationale américaine des sciences, 1980
- Prix Gerard-P.-Kuiper, 1984
- Récompense Barringer de la Meteoritical Society, 1984
- Docteur honoris causa de l'université de l'Arizona, 1984
- Médaille Leonard de la Meteoritical Society, 1985
- Médaille nationale des sciences, 1992
- Récompense Whipple, American Geophysical Union, 1993
- Médaille pour réussite scientifique exceptionnelle de la NASA, 1996
- Médaille Bowie, Union américaine de géophysique, 1996
- Médaille James-Craig-Watson en 1998, attribuée à Gene et à son épouse, Carolyn.

Par ailleurs, la chanson Shoemaker du groupe de metal symphonique finlandais Nightwish, partie de leur album Human. :II: Nature. (2020), retrace la vie d'Eugene Shoemaker, le seul homme dont les cendres, après son décès en 1999, ont été dispersées sur la Lune. La chanson, « formidable voyage stellaire », est divisée en deux parties, avec en son centre une citation tirée de Roméo et Juliette de Shakespeare, citation gravée sur la capsule qui transporta les cendres du défunt.

## Astéroïdes découverts
Shoemaker est crédité par le Centre des planètes mineures de la co-découverte de 183 planètes mineures numérotées entre 1977 et 1994.
| Nom                 | Date              | Co-découverte |
| ------------------- | ----------------- | ------------- |
| (2430) Bruce Helin  | 8 novembre 1977   | [1]           |
| (3025) Higson       | 20 août 1982      | [2]           |
| (3199) Néfertiti    | 13 septembre 1982 | [2]           |
| (3225) Hoag         | 20 août 1982      | [2]           |
| (3317) Pâris        | 26 mai 1984       | [2]           |
| (3484) Neugebauer   | 10 juillet 1978   | [1]           |
| (3554) Amon         | 4 mars 1986       | [2]           |
| (3671) Dionysos     | 27 mai 1984       | [2]           |
| (3700) Geowilliams  | 23 octobre 1984   | [2]           |
| (3880) Kaiserman    | 21 novembre 1984  | [2]           |
| (3927) Feliciaplatt | 5 mai 1981        | [2]           |
| (4151) Alanhale     | 24 avril 1985     | [2]           |
| (4197) Morphée      | 11 octobre 1982   | [1]           |
| (4379) Snelling     | 13 août 1988      | [2]           |
| (4450) Pan          | 25 septembre 1987 | [2]           |
| (4525) Johnbauer    | 15 mai 1982       | [1][3]        |
| (4899) Candace      | 9 mai 1988        | [2]           |
| (4946) Ascalaphe    | 21 janvier 1988   | [2]           |
| (5023) Agapénor     | 11 octobre 1985   | [2]           |
| (5029) Ireland      | 24 janvier 1988   | [2]           |
| (5052) Nancyruth    | 23 octobre 1984   | [2]           |
| (5167) Joeharms     | 11 avril 1985     | [2]           |
| (5168) Jenner       | 6 mars 1986       | [2]           |
| (5175) Ables        | 4 novembre 1988   | [2]           |
| (5211) Stevenson    | 8 juillet 1989    | [2]           |
| (5259) Épigée       | 30 janvier 1989   | [2]           |
| (5264) Télèphe      | 17 mai 1991       | [2]           |
| (5284) Orsiloque    | 1er février 1989  | [2]           |
| (5285) Créthon      | 9 mars 1989       | [2]           |
| (5430) Luu          | 12 mai 1988       | [2]           |
| (5436) Eumélos      | 20 février 1990   | [2]           |
| (5511) Cloanthe     | 8 octobre 1988    | [2]           |
| (5551) Glikson      | 24 janvier 1982   | [2]           |
| (5579) Uhlherr      | 11 mai 1988       | [2]           |
| (5632) Ingelehmann  | 15 avril 1993     | [2]           |
| (5637) Gyas         | 10 septembre 1988 | [2]           |
| (5638) Déicoon      | 10 octobre 1988   | [2]           |
| (5652) Amphimaque   | 24 avril 1992     | [2]           |
| (5670) Rosstaylor   | 7 novembre 1985   | [2]           |
| (5720) Halweaver    | 29 mars 1984      | [2]           |
| (5725) Nördlingen   | 23 janvier 1988   | [2]           |
| (5726) Rubin        | 24 janvier 1988   | [2]           |
| (5731) Zeus         | 4 novembre 1988   | [2]           |
| (5765) Izett        | 4 avril 1986      | [2]           |
| (5863) Tara         | 7 septembre 1983  | [2]           |
| (5899) Jedicke      | 9 janvier 1986    | [2]           |
| (5947) Bonnie       | 21 mars 1985      | [2]           |
| (5953) Shelton      | 25 avril 1987     | [2]           |
| (5957) Irina        | 11 mai 1988       | [2]           |
| (5999) Plescia      | 23 avril 1987     | [2]           |
| (6063) Jason        | 27 mai 1984       | [2]           |
| (6084) Bascom       | 12 février 1985   | [2]           |
| (6087) Lupo         | 19 mars 1988      | [2]           |
| (6179) Brett        | 3 mars 1986       | [2]           |
| (6239) Minos        | 31 août 1989      | [2]           |
| (6372) Walker       | 13 mai 1985       | [2]           |
| (6376) Schamp       | 29 mai 1987       | [2]           |
| (6398) Timhunter    | 10 février 1991   | [2][4]        |
| (6401) Roentgen     | 15 avril 1991     | [2][4]        |
| (6436) Coco         | 13 mai 1985       | [2]           |
| (6478) Gault        | 12 mai 1988       | [2]           |
| (6485) Wendeesther  | 25 octobre 1990   | [2][4]        |
| (6510) Tarry        | 23 février 1987   | [2]           |
| (6543) Senna        | 11 octobre 1985   | [2]           |
| (6585) O'Keefe      | 26 septembre 1984 | [2]           |
| (6635) Zuber        | 26 septembre 1987 | [2]           |
| (6740) Goff         | 14 avril 1993     | [2]           |
| (6901) Roybishop    | 2 août 1989       | [2]           |
| (6909) Levison      | 19 janvier 1991   | [2]           |
| (7051) Sean         | 13 mai 1985       | [2]           |
| (7086) Bopp         | 5 octobre 1991    | [2]           |
| (7088) Ishtar       | 1 janvier 1992    | [2]           |
| (7092) Cadmos       | 4 juin 1992       | [2]           |
| (7112) Ghislaine    | 3 avril 1986      | [2]           |
| (7119) Hiéra        | 11 janvier 1989   | [2]           |
| (7167) Laupheim     | 12 octobre 1985   | [2]           |
| (7173) Sepkoski     | 15 août 1988      | [2]           |
| (7480) Norwan       | 1er août 1994     | [2]           |
| (7549) Woodard      | 9 octobre 1980    | [2]           |
| (7560) Spudis       | 10 janvier 1986   | [2]           |
| (7749) Jackschmitt  | 12 mai 1988       | [2]           |
| (7750) McEwen       | 18 août 1988      | [2]           |
| (7756) Scientia     | 27 mars 1990      | [2]           |
| (7778) Markrobinson | 17 avril 1993     | [2]           |
| (7958) Leakey       | 5 juin 1994       | [2]           |
| (8034) Akka         | 3 juin 1992       | [2]           |
| (8149) Ruff         | 11 mai 1985       | [2]           |
| (8326) Paulkling    | 6 mai 1981        | [2]           |
| (8327) Weihenmayer  | 6 mai 1981        | [2]           |
| (8347) Lallaward    | 21 avril 1987     | [2]           |
| (8356) Wadhwa       | 3 septembre 1989  | [2]           |
| (8373) Stephengould | 1er janvier 1992  | [2]           |
| (8709) Kadlu        | 14 mai 1994       | [2]           |
| (8804) Eliason      | 5 mai 1981        | [2]           |

| Nom                                                                                          | Date              | Co-découverte |
| -------------------------------------------------------------------------------------------- | ----------------- | ------------- |
| (8810) Johnmcfarland                                                                         | 15 mai 1982       | [1]           |
| (8817) Roytraver                                                                             | 13 mai 1985       | [2]           |
| (9016) Henrymoore                                                                            | 10 janvier 1986   | [2]           |
| (9022) Drake                                                                                 | 14 août 1988      | [2]           |
| (9023) Mnesthée                                                                              | 10 septembre 1988 | [2]           |
| (9082) Leonardmartin                                                                         | 4 novembre 1994   | [2]           |
| (9165) Raup                                                                                  | 27 septembre 1987 | [2]           |
| (9172) Abhramu                                                                               | 29 juillet 1989   | [2]           |
| (9277) Togashi                                                                               | 9 octobre 1980    | [2]           |
| (9299) Vinceteri                                                                             | 13 mai 1985       | [2]           |
| (9564) Jeffwynn                                                                              | 26 septembre 1987 | [2]           |
| (9744) Nielsen                                                                               | 9 mai 1988        | [2]           |
| (9768) Stephenmaran                                                                          | 5 avril 1992      | [2]           |
| (10041) Parkinson                                                                            | 24 avril 1985     | [2]           |
| (10044) Squyres                                                                              | 15 septembre 1985 | [2]           |
| (10060) Amymilne                                                                             | 12 avril 1988     | [2]           |
| (10108) Tomlinson                                                                            | 26 avril 1992     | [2]           |
| (10295) Hippolyta                                                                            | 12 avril 1988     | [2]           |
| (10487) Danpeterson                                                                          | 14 avril 1985     | [2]           |
| (10563) Izhdubar                                                                             | 19 novembre 1993  | [2]           |
| (10683) Carter                                                                               | 10 juin 1980      | [2]           |
| (10739) Lowman                                                                               | 12 mai 1988       | [2]           |
| (10995) 1978 NS                                                                              | 10 juillet 1978   | [1]           |
| (11006) Gilson                                                                               | 9 octobre 1980    | [2]           |
| (11066) Sigurd                                                                               | 9 février 1992    | [2]           |
| (11277) Ballard                                                                              | 8 octobre 1988    | [2]           |
| (11311) Pélée                                                                                | 10 décembre 1993  | [2]           |
| (11836) Eileen                                                                               | 5 février 1986    | [2]           |
| (12227) Penney                                                                               | 11 octobre 1985   | [2]           |
| (12237) Coughlin                                                                             | 23 avril 1987     | [2]           |
| (12242) Coon                                                                                 | 18 août 1988      | [2]           |
| (12675) Chabot                                                                               | 9 octobre 1980    | [2]           |
| (12714) Alcimos                                                                              | 15 avril 1991     | [2]           |
| (12753) Povenmire                                                                            | 18 avril 1993     | [2]           |
| (12977) 1978 NC                                                                              | 10 juillet 1978   | [1]           |
| (13062) Podarque                                                                             | 19 avril 1991     | [2]           |
| (13937) Roberthargraves                                                                      | 2 août 1989       | [2]           |
| (14827) Hypnos                                                                               | 5 mai 1986        | [2]           |
| (14835) Holdridge                                                                            | 26 novembre 1987  | [2]           |
| (15228) Ronmiller                                                                            | 23 février 1987   | [2]           |
| (15304) Wikberg                                                                              | 21 octobre 1992   | [2]           |
| (16397) 1982 JS2                                                                             | 15 mai 1982       | [1]           |
| (16452) Goldfinger                                                                           | 28 septembre 1989 | [2]           |
| (16641) Esteban                                                                              | 16 août 1993      | [2]           |
| (17355) 1978 NK                                                                              | 10 juillet 1978   | [1]           |
| (17399) Andysanto                                                                            | 6 septembre 1983  | [2]           |
| (17408) McAdams                                                                              | 19 octobre 1987   | [2]           |
| (19140) Jansmit                                                                              | 2 septembre 1989  | [2]           |
| (19173) Virginiaterése                                                                       | 15 avril 1991     | [2]           |
| (19243) Bunting                                                                              | 10 février 1994   | [2]           |
| (19920) 1978 NF                                                                              | 10 juillet 1978   | [1]           |
| (20007) Marybrown                                                                            | 7 juin 1991       | [2]           |
| (20037) Duke                                                                                 | 20 octobre 1992   | [2]           |
| (21062) Iasky                                                                                | 13 mai 1991       | [2]           |
| (21148) Billramsey                                                                           | 16 avril 1993     | [2]           |
| (21149) Kenmitchell                                                                          | 19 avril 1993     | [2]           |
| (22294) Simmons                                                                              | 28 septembre 1989 | [2]           |
| (23452) Drew                                                                                 | 18 août 1988      | [2]           |
| (24626) Astrowizard                                                                          | 9 octobre 1980    | [2]           |
| (24643) MacCready                                                                            | 28 septembre 1984 | [2]           |
| (24654) Fossett                                                                              | 29 mai 1987       | [2]           |
| (24761) Ahau                                                                                 | 28 janvier 1993   | [2]           |
| (26879) Haines                                                                               | 9 juillet 1994    | [2]           |
| (27706) Strogen                                                                              | 11 octobre 1985   | [2]           |
| (27711) Kirschvink                                                                           | 4 novembre 1988   | [2]           |
| (29133) Vargas                                                                               | 29 mai 1987       | [2]           |
| (29137) Alanboss                                                                             | 18 octobre 1987   | [2]           |
| (29146) McHone                                                                               | 17 mars 1988      | [2]           |
| (30767) Chriskraft                                                                           | 6 novembre 1983   | [2]           |
| (30779) Sankt-Stephan                                                                        | 17 octobre 1987   | [2]           |
| (30785) Greeley                                                                              | 13 août 1988      | [2]           |
| (30786) Karkoschka                                                                           | 18 août 1988      | [2]           |
| (30844) Hukeller                                                                             | 17 mai 1991       | [2]           |
| (32776) Nriag                                                                                | 29 mai 1987       | [2]           |
| (35056) Cullers                                                                              | 28 septembre 1984 | [2]           |
| (37609) LaVelle                                                                              | 25 novembre 1992  | [2]           |
| (37655) Illapa                                                                               | 1er août 1994     | [2]           |
| (43763) Russert                                                                              | 30 mai 1987       | [2]           |
| (48416) Carmelita                                                                            | 24 janvier 1988   | [2]           |
| (52229) 1978 NN                                                                              | 10 juillet 1978   | [1]           |
| (52230) 1978 NR                                                                              | 10 juillet 1978   | [1]           |
| (52266) Van Flandern                                                                         | 10 janvier 1986   | [2]           |
| (65672) Merrick                                                                              | 16 août 1988      | [2]           |
| (73670) Kurthopf                                                                             | 19 août 1982      | [2]           |
| (79117) Brydonejack                                                                          | 16 août 1988      | [2]           |
| (99954) 1978 NH                                                                              | 10 juillet 1978   | [1]           |
| (129437) 1978 NG                                                                             | 10 juillet 1978   | [1]           |
| (136564) 1977 VA                                                                             | 7 novembre 1977   | [1]           |
| (408751) 1987 SF3                                                                            | 26 septembre 1987 | [2]           |
| Co-découvertes faites avec : 1. E. F. Helin 2. C. S. Shoemaker 3. P. D. Wilder 4. D. H. Levy |                   |               |